# India az 1956. évi nyári olimpiai játékokon
India az ausztráliai Melbourne-ben és a svédországi Stockholmban megrendezett 1956. évi nyári olimpiai játékok egyik részt vevő nemzete volt. Az országot az olimpián 8 sportágban 59 sportoló képviselte, akik összesen 1 érmet szereztek.

## Érmesek
| Érem  | Versenyző | Sportág   | Versenyszám |
| ----- | --- | --------- | ----------- |
| Arany | Nemzeti válogatott Leslie Claudius Ranganáthan Frenszisz Haripal Kaushik Amir Kumar Shankar Laxman Rághbír Lál Govind Perumal Bakshish Singh Balkishan Singh Balbir Szingh Hardyal Singh Gurdev Singh Udham Szingh Amit Singh Bakshi Raghbír Szingh Bhola Randhir Szingh Dzsentl Charles Stephen | Gyeplabda | Férfi       |

## Atlétika
Férfi
| Versenyző     | Versenyszám | Előfutam | Előfutam | Negyeddöntő | Negyeddöntő | Elődöntő | Elődöntő | Döntő   | Döntő    |
| Versenyző     | Versenyszám | Idő      | Hely.    | Idő         | Hely.       | Idő      | Hely.    | Idő     | Helyezés |
| ------------- | ----------- | -------- | -------- | ----------- | ----------- | -------- | -------- | ------- | -------- |
| Milkha Singh  | 200 m       | 22,3     | 4.       | kiesett     | kiesett     | kiesett  | kiesett  | kiesett | kiesett  |
| Milkha Singh  | 400 m       | 48,9     | 4.       | kiesett     | kiesett     | kiesett  | kiesett  | kiesett | kiesett  |
| Szohan Szingh | 800 m       | 1:52,4   | 4.       |             | kiesett     | kiesett  | kiesett  | kiesett |          |
| Sri Chand Ram | 110 m gát   | 15,2     | 6.       |             | kiesett     | kiesett  | kiesett  | kiesett |          |
| Jagdev Singh  | 400 m gát   | 55,2     | 5.       |             | kiesett     | kiesett  | kiesett  | kiesett |          |

| Versenyző        | Versenyszám | Selejtező | Selejtező | Döntő    | Döntő    |
| Versenyző        | Versenyszám | Eredmény  | Helyezés  | Eredmény | Helyezés |
| ---------------- | ----------- | --------- | --------- | -------- | -------- |
| Ajit Singh Balla | Magasugrás  | 192 cm    | =13.      | 196 cm   | 14.      |
| Ram Mehar        | Távolugrás  | 692 cm    | 22.       | kiesett  | kiesett  |
| Mohinder Singh   | Hármasugrás | 14,93 m   | 15.       | 15,20 m  | 15.      |

Női
| Versenyző | Versenyszám | Előfutam      | Előfutam      | Elődöntő | Elődöntő | Döntő   | Döntő    |
| Versenyző | Versenyszám | Idő           | Hely.         | Idő      | Hely.    | Idő     | Helyezés |
| --------- | ----------- | ------------- | ------------- | -------- | -------- | ------- | -------- |
| Mary Rao  | 100 m       | nem ért célba | nem ért célba | kiesett  | kiesett  | kiesett | kiesett  |

## Birkózás
Szabadfogású
| Versenyző            | Versenyszám | 1. forduló                          | 1. forduló | 1. forduló | 2. forduló                     | 2. forduló | 2. forduló | 3. forduló                               | 3. forduló | 3. forduló | 4. forduló        | 4. forduló | 4. forduló | 5. forduló        | 5. forduló | 5. forduló | Döntő             | Döntő   | Döntő   | Helyezés    |
| Versenyző            | Versenyszám | Ellenfél Eredmény                   | Pont       | Hely.      | Ellenfél Eredmény              | Pont       | Hely.      | Ellenfél Eredmény                        | Pont       | Hely.      | Ellenfél Eredmény | Pont       | Hely.      | Ellenfél Eredmény | Pont       | Hely.      | Ellenfél Eredmény | Pont    | Hely.   | Helyezés    |
| -------------------- | ----------- | ----------------------------------- | ---------- | ---------- | ------------------------------ | ---------- | ---------- | ---------------------------------------- | ---------- | ---------- | ----------------- | ---------- | ---------- | ----------------- | ---------- | ---------- | ----------------- | ------- | ------- | ----------- |
| Baban Daware         | 52 kg       | Tadashi Asai (JPN) · kétvállas      | 3          | =7.        | Lee Jeong-gyu (KOR) · 3-0      | 4          | =7.        | Mirian Calkalamanidze (URS) · kétvállas  | 7          | =7.        | kiesett           | kiesett    | kiesett    | kiesett           | kiesett    | kiesett    | kiesett           | kiesett | kiesett | helyezetlen |
| Tarashkeswar Pandey  | 57 kg       | Fred Kämmerer (EUA) · 0-3           | 3          | =8.        | Omer Vercouteren (BEL) · 3-0   | 4          | =7.        | Mohamed Mehdi Yaghoubi (IRI) · kétvállas | 7          | =8.        | kiesett           | kiesett    | kiesett    |                   |            |            | kiesett           | kiesett | kiesett | helyezetlen |
| Ram Sarup            | 62 kg       | Joseph Mewis (BEL) · 0-3            | 3          | =8.        | erőnyerő                       | 3          | =7.        | Linar Salimullin (URS) · 0-3             | 7          | =7.        | kiesett           | kiesett    | kiesett    | kiesett           | kiesett    | kiesett    | kiesett           | kiesett | kiesett | helyezetlen |
| Lakhshmi Kant Pandey | 67 kg       | Garibaldo Nizzola (ITA) · kétvállas | 3          | =12.       | Adil Güngör (TUR) · 0-3        | 6          | =16.       | kiesett                                  | kiesett    | kiesett    | kiesett           | kiesett    | kiesett    | kiesett           | kiesett    | kiesett    | kiesett           | kiesett | kiesett | helyezetlen |
| Devi Singh           | 73 kg       | Nabi Sorouri (IRI) · kétvállas      | 3          | =9.        | Ikeda Micuo (JPN) · kétvállas  | 6          | =11.       | kiesett                                  | kiesett    | kiesett    | kiesett           | kiesett    | kiesett    |                   |            |            | kiesett           | kiesett | kiesett | helyezetlen |
| Bakshish Singh       | 79 kg       | William Davies (AUS) · 3-0          | 1          | =5.        | Manie van Zyl (RSA) · 0-3      | 4          | =8.        | Bengt Lindblad (SWE) · kétvállas         | 7          | =9.        | kiesett           | kiesett    | kiesett    | kiesett           | kiesett    | kiesett    | kiesett           | kiesett | kiesett | helyezetlen |
| Lila Ram             | +87 kg      | Kenneth Richmond (GBR) · 0-3        | 3          | =9.        | Hamit Kaplan (TUR) · kétvállas | 6          | =10.       | kiesett                                  | kiesett    | kiesett    | kiesett           | kiesett    | kiesett    | kiesett           | kiesett    | kiesett    | kiesett           | kiesett | kiesett | helyezetlen |

## Gyeplabda
| Indiai férfi gyeplabdacsapat-játékoskeret | Indiai férfi gyeplabdacsapat-játékoskeret |
| --- | --- |
| - Leslie Claudius - Ranganáthan Frenszisz - Haripal Kaushik - Amir Kumar - Shankar Laxman - Rághbír Lál - Govind Perumal - Bakshish Singh - Balkishan Singh | - Balbir Szingh - Hardyal Singh - Gurdev Singh - Udham Szingh - Amit Singh Bakshi - Raghbír Szingh Bhola - Randhir Szingh Dzsentl - Charles Stephen |

### Eredmények
| Színmagyarázat               |
| ---------------------------- |
| Bejutott az elődöntőbe.      |
| Az 5–8. helyért játszhattak. |
| A 9–12. helyért játszhattak. |

Csoportkör
A csoport
| Csapat                 | M | Gy | D | V | G+ | G– | Gk  | P |
| ---------------------- | - | -- | - | - | -- | -- | --- | - |
| India (IND)            | 3 | 3  | 0 | 0 | 36 | 0  | +36 | 6 |
| Szingapúr (SIN)        | 3 | 2  | 0 | 1 | 11 | 7  | +4  | 4 |
| Afganisztán (AFG)      | 3 | 1  | 0 | 2 | 5  | 20 | –15 | 2 |
| Egyesült Államok (USA) | 3 | 0  | 0 | 3 | 2  | 27 | –25 | 0 |

| 1956. november 26. 14:30 | India (IND) | 14 – 0 | Afganisztán (AFG) |  |
| 1956. november 26. 14:30 | (3 – 0)     |        |                   |  |

| 1956. november 28. 14:30 | India (IND) | 16 – 0 | Egyesült Államok (USA) |  |
| 1956. november 28. 14:30 | (6 – 0)     |        |                        |  |

| 1956. november 30. 11:30 | India (IND) | 6 – 0 | Szingapúr (SIN) |  |
| 1956. november 30. 11:30 | (3 – 0)     |       |                 |  |

Elődöntő
| 1956. december 3. 14:30 | India (IND) | 1 – 0 | Egyesült Német Csapat (EUA) |  |
| 1956. december 3. 14:30 | (0 – 0)     |       |                             |  |

Döntő
| 1956. december 6. 16:00 | India (IND) | 1 – 0 | Pakisztán (PAK) |  |
| 1956. december 6. 16:00 | (0 – 0)     |       |                 |  |

| Csapat      | Helyezés |
| ----------- | -------- |
| India (IND) |          |

## Labdarúgás
| Indiai labdarúgócsapat-játékoskeret | Indiai labdarúgócsapat-játékoskeret                                                                                                  |
| --- | --- |
| - Hussain Ahmed - Sayed Khwaja Aziz-ud-Din - Tulsidas Balaram - P. K. Banerjee - Samar Banerjee - Neville D'Souza - Muhammad Kannayan - Mariappa Kempaiah - Kittu | - Sheikh Abdul Latif - Nikhil Nandy - S. S. Narayan - Muhammad Noor - Krishna Pal - Abdul Rahman - Muhammad Salaam - Peter Thangaraj |

### Eredmények
Negyeddöntő
| 1956. december 1. 14:30 |

| Ausztrália     | 2–4               | India                        |
| -------------- | ----------------- | ---------------------------- |
| Morrow 17' 41' | (2–2) Jegyzőkönyv | D'Souza 9' 33' 50' Kittu 80' |

| Melbourne Nézőszám: 7413 Játékvezető: C. H. Wensveen (indonéz) |

Elődöntő
| 1956. december 4. 16:30 |

| Jugoszlávia                                      | 4–1               | India       |
| ------------------------------------------------ | ----------------- | ----------- |
| Papec 54' 65' Veselinović 57' Salaam 78' (öngól) | (0–0) Jegyzőkönyv | D'Souza 52' |

| Melbourne Nézőszám: 16 626 Játékvezető: Nyikolaj Latisev (orosz) |

Bronzmérkőzés
| 1956. december 7. 14:15 |

| Bulgária                 | 3–0               | India |
| ------------------------ | ----------------- | ----- |
| Diev 37' 60' Milanov 42' | (2–0) Jegyzőkönyv |       |

| Melbourne Nézőszám: 21 236 Játékvezető: Nyikolaj Latisev (orosz) |

| Csapat      | Helyezés |
| ----------- | -------- |
| India (IND) | 4.       |

## Sportlövészet
Férfi
| Versenyző        | Versenyszám           | Döntő | Döntő    |
| Versenyző        | Versenyszám           | Pont  | Helyezés |
| ---------------- | --------------------- | ----- | -------- |
| Harihar Banerjee | Sportpuska, összetett | 1111  | 35.      |
| Haricharan Shaw  | Sportpuska, összetett | 1102  | 38.      |

## Súlyemelés
| Versenyző            | Versenyszám | Nyomás   | Nyomás   | Szakítás | Szakítás | Lökés    | Lökés    | Összesen | Helyezés |
| Versenyző            | Versenyszám | Eredmény | Helyezés | Eredmény | Helyezés | Eredmény | Helyezés | Összesen | Helyezés |
| -------------------- | ----------- | -------- | -------- | -------- | -------- | -------- | -------- | -------- | -------- |
| Valli Asari Mookan   | 56 kg       | 80,0     | =12.     | 80,0     | =13.     | 112,5    | =11.     | 272,5    | 12.      |
| Kamineni Eszvara Rao | 90 kg       | 122,5    | =10.     | 110,0    | =12.     | 147,5    | 10.      | 380,0    | 11.      |
| Dandamudi Rajagopal  | +90 kg      | 122,5    | 9.       | 105,0    | 9.       | 132,5    | 9.       | 360,0    | 9.       |

## Torna
Férfi
| Versenyző    | Versenyszám      | Döntő    | Döntő    |
| Versenyző    | Versenyszám      | Pontszám | Helyezés |
| ------------ | ---------------- | -------- | -------- |
| Sham Lal     | Talaj            | 13,25    | 61.      |
| Sham Lal     | Ugrás            | 16,50    | 60.      |
| Sham Lal     | Korlát           | 13,35    | 62.      |
| Sham Lal     | Nyújtó           | 10,50    | 60.      |
| Sham Lal     | Gyűrű            | 13,50    | 61.      |
| Sham Lal     | Lólengés         | 10,00    | 61.      |
| Sham Lal     | Egyéni összetett | 77,10    | 62.      |
| Anant Ram    | Talaj            | 12,50    | 62.      |
| Anant Ram    | Ugrás            | 15,65    | 63.      |
| Anant Ram    | Korlát           | 12,70    | 63.      |
| Anant Ram    | Nyújtó           | 9,70     | 61.      |
| Anant Ram    | Gyűrű            | 6,75     | 63.      |
| Anant Ram    | Lólengés         | 8,25     | 63.      |
| Anant Ram    | Egyéni összetett | 65,55    | 63.      |
| Pritam Singh | Talaj            | 15,10    | 59.      |
| Pritam Singh | Ugrás            | 16,20    | 62.      |
| Pritam Singh | Korlát           | 13,50    | 61.      |
| Pritam Singh | Nyújtó           | 11,55    | 59.      |
| Pritam Singh | Gyűrű            | 10,75    | 62.      |
| Pritam Singh | Lólengés         | 10,25    | 60.      |
| Pritam Singh | Egyéni összetett | 77,35    | 61.      |

## Úszás
Férfi
| Versenyző       | Versenyszám    | Előfutam | Előfutam | Előfutam | Elődöntő | Elődöntő | Elődöntő | Döntő   | Döntő    |
| Versenyző       | Versenyszám    | Idő      | Hely.    | Össz.    | Idő      | Hely.    | Össz.    | Idő     | Helyezés |
| --------------- | -------------- | -------- | -------- | -------- | -------- | -------- | -------- | ------- | -------- |
| Shrichand Bajaj | 100 m gyors    | 1:01,6   | 7.       | 34.      | kiesett  | kiesett  | kiesett  | kiesett | kiesett  |
| Shamsher Khan   | 200 m mell     | 3:17,0   | 5.       | 15.      |          |          |          | kiesett | kiesett  |
| Shamsher Khan   | 200 m pillangó | 3:06,3   | 6.       | 19.      |          |          |          | kiesett | kiesett  |